# 멕시코시티 알레브리헤 퍼레이드

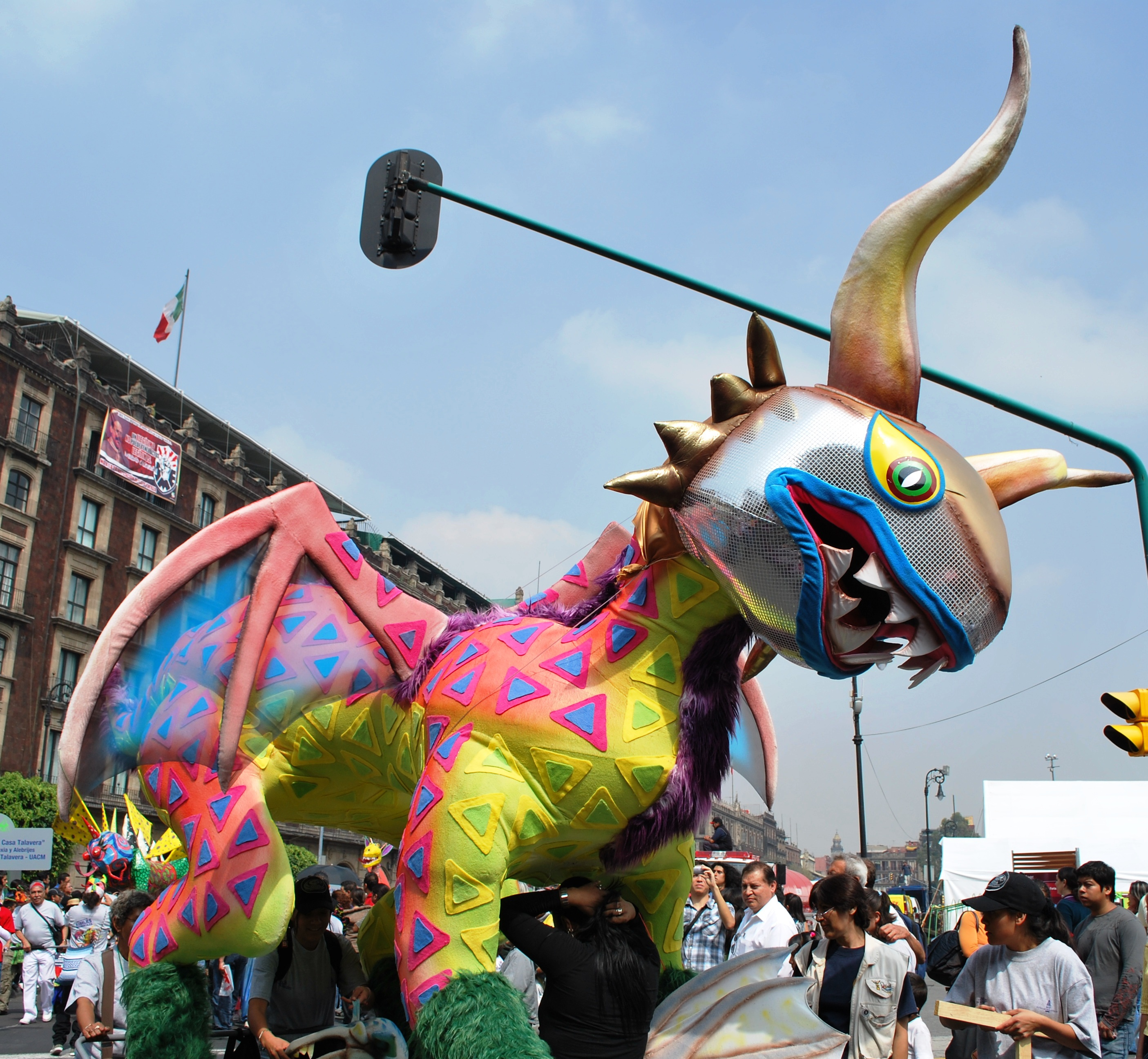
2009년 퍼레이드에 등장한 알레브리헤

멕시코시티 알레브리헤 퍼레이드는 멕시코 수공예품과 민속 예술, 특히 카르토네리아(영어: cartonería)라고 하는 단단한 종류의 파피에마셰와 "알레브리헤"라고 하는 환상적인 인물의 창작물을 기리기 위한 연례 행사이다. 알레브리헤는 밝은 색상으로 칠해진 장인 페드로 리나레스가 만든 키메라 와 같은 생물이다. 퍼레이드를 위한 알레브리헤는 리나레스가 만든 어떤 것보다 크며 높이가 최대 4m, 너비가 3m이다. 퍼레이드는 10월 말 토요일 정오에 멕시코시티의 역사적 중심지 에서 시작된다. 거대한 생물은 음악가, 광대, 의상을 입은 사람들 등을 동반하여 이벤트에 카니발 과 같은 분위기를 제공한다. 퍼레이드가 끝나면 창작물을 심사하여 상품을 수여한다. 관련된 문학 및 음악 작곡도 있다.